# نيكولاي ستانكوف
نيكولاي ستانكوف هو لاعب كرة قدم بلغاري في مركز الوسط، ولد في 11 ديسمبر 1984 في فارنا في بلغاريا. لعب مع نادي بيروي ستارا زاغورا ونادي تشيرنو مور فارنا ونادي دوبرودزا دوبريتش ونادي لوكوموتيف بلوفديف.

## وصلات خارجية
- نيكولاي ستانكوف على موقع قاعدة بيانات كرة القدم.إي يو (الإنجليزية)
- نيكولاي ستانكوف على موقع Soccerway.com (الإنجليزية)